# 出逢い (安全地帯の曲)
「出逢い」（であい）は、日本のロックバンドである安全地帯の楽曲。
2002年7月10日にSony Music Recordsから24枚目のシングルとしてリリースされた。作詞は松井五郎および玉置浩二、作曲は玉置および安藤さと子、編曲は安全地帯および星勝、プロデューサーは星が担当している。
活動休止前にリリースされたシングル「ひとりぼっちのエール」（1993年）より9年5ヶ月ぶりの新曲となり、またバンド初のマキシシングルとなった。本作から26枚目のシングル「雨のち晴れ」まではSony Music Recordsからのリリースとなっている。安全地帯の曲としては初となる玉置が他者と共作した楽曲であり、安藤が1997年頃に録音したデモテープを元に制作された。また作詞家の松井と玉置が久しぶりに邂逅した事から「出逢い」と名付けられた。
本作は9枚目のアルバム『安全地帯IX』（2002年）からの先行シングルとしてリリースされ、日本テレビ系テレビドラマ『火曜サスペンス劇場』（1981年 - 2005年）の主題歌として使用された。オリコンシングルチャートでは最高位20位となった。

## 背景
8枚目のアルバム『安全地帯VIII〜太陽』（1991年）リリース後、安全地帯はデビュー10周年を記念してコンサートツアー「10th Anniversary Acoustic Special Night」を実施し、最終日となった12月26日の神奈川県立県民ホールでのライブは玉置が「これは安全地帯のベスト・ライヴだった」と証言する程の満足度の高いものとなった。しかしその後玉置とメンバーの志向の違いから溝が生まれ、シングル「ひとりぼっちのエール」（1993年）をリリース後、1994年に武沢豊が脱退を表明しバンドは活動休止を余儀なくされる事態となった。
その後ソロ活動に転じた玉置は7枚目のアルバム『GRAND LOVE』（1998年）において、過去にバックバンドの一員として参加していたミュージシャンである安藤さと子と共作した「願い」や安藤が単独で作曲した「ワルツ」など、玉置のキャリアの中では初めて他人の作曲した曲を収録する事となった。その後1998年6月に女優の薬師丸ひろ子と離婚した玉置は、1999年12月12日に安藤と入籍し、精神的に安定を得た玉置は安藤との音楽活動に意欲的となっていった。
また同時期に玉置は、自身のアルバムやコンサートツアーに安全地帯のメンバーを一人ずつ順を追って参加させる事で信頼を徐々に取り戻していく事となった。玉置のセルフカバー・アルバム『ワインレッドの心』（1999年）には田中裕二、六土開正、矢萩渉の3名が参加、次回作は安全地帯の復活アルバムを制作する予定であったが変更され、玉置の8枚目のソロ・アルバム『ニセモノ』（2000年）としてリリースされた。その後同アルバムのプロデュースを担当していた須藤晃からの提案により『ニセモノ』のコンサートツアーに武沢豊を参加させる事となり、玉置、矢萩、武沢の3名が揃う事となった。玉置はアルバム『スペード』（2001年）を受けたコンサートツアー終了後、メンバーだけでなくプロデューサーの星勝や作詞家の松井五郎、妻の安藤を含めた形で安全地帯の復活を模索する事となった。

## 録音
本作の原曲は玉置の6枚目のアルバム『JUNK LAND』（1997年）制作中に安藤が作曲した作品であった。この曲に惚れ込んだ玉置が「サビは俺に作らせろ」と安藤から横取りする形で曲を完成させ、録音したデモテープを残しておく事となった。また、本作の制作中に作詞家の松井五郎が訪ねてきた際、安藤が仮タイトルを決めるよう玉置に促した所、「五郎ちゃんがいるから、"出逢い"だ」と玉置が答えたため「出逢い」というタイトルに決定した。
それから約5年後、安全地帯の活動再開が決定した後に正式に作詞が行われ、松井と玉置の初の共作による作詞となった。演奏に関しては、5年ぶりに取り出したデモテープに収録された安藤によるピアノの伴奏に安全地帯のメンバーが音を重ねる形でレコーディングが進められた。かつて玉置はシングル「ワインレッドの心」（1983年）のリリース前にスタッフから井上陽水に作曲を依頼する事を打診され、「曲は俺が自分で作る。それができないんならバンド辞めて北海道に帰ります」と言い放ち自身による作曲に固執していたが、本作の制作によって新たな他者とのコミュニケーション能力を開拓する事となった。また玉置は安全地帯復活の要因として安藤から「安全地帯やんないの?」と度々確認されていた事も大きかったと述懐している。
松井は『安全地帯VIII〜太陽』以来およそ10年ぶりとなるアルバム『安全地帯IX』（2002年）のレコーディングが行われていた軽井沢のスタジオを訪れ、初期の頃と同様に安全地帯のメンバーとともに制作した楽曲のひとつであると述べている。松井は玉置の制作する楽曲はメロディーや音数が少ないと指摘した上で、本作も言葉数が少ない曲であるものの奥行きがあると主張し、作曲家としての玉置のポテンシャルに心を動かされたと述べている。

## 音楽性と歌詞
音楽情報サイト『CDジャーナル』では、安全地帯の10年ぶりとなるシングルである事に触れた上で、玉置のボーカルに関して「成熟した男の色気ムンムンのヴォーカル」であり「大人の女性をきっと酔わせることでしょう」と表現したほか、音楽性に関しては「背筋を撫でるように美しいストリングス&メロディ」と表記した上で、成熟を遂げた各メンバーの演奏がしっかり表現されていると総括した。一方で、本作がピアノ、ストリングス中心の「しっとり歌い上げ系バラード」である事から玉置のソロとの差異がない事や、カップリング曲である「野蛮人でいい」の方がバンド再結成の成果が表れていると指摘した。
ベスト・アルバム『ALL TIME BEST』（2017年）の楽曲解説では、安全地帯としてのデビューから20周年となる年におよそ9年ぶりにリリースされた楽曲であり、リリース前日にメンバー5人が揃う形で行った記者会見においても「原点に戻ってロックをやっていきたい」と玉置が発言したことに触れた上で、本作が静かなピアノとストリングスを中心とした「優しい玉置の歌から始まるバラード」であることを指摘している。同解説では本作が約3分と短く歌詞の文字数も少ない簡潔な楽曲であるにも拘わらず「想いが溢れてくれる歌」と表記したほか、メロディーに関して「情感がゆったりと心地よく上昇していく」と表現した上で、玉置作品の特徴である土着性が感じられず上品な仕上がりであるのは安藤さと子との共作の影響であると推測している。また、「野蛮人でいい」に関しては「5人で再び音を出せる事の喜びが、前面に出ているように感じる」と表記している。

## リリース、メディアでの使用、チャート成績
本作は2002年7月10日にSony Music Recordsからマキシシングルの形態でリリースされ、日本テレビ系テレビドラマ『火曜サスペンス劇場』（1981年 - 2005年）の主題歌として使用された。リリースに先駆け7月9日には乃木坂にあるソニー・スタジオにてメンバー全員が揃った形で安全地帯復活の記者会見が行われ、その席で本作のリリースが告知された。
本作はオリコンシングルチャートにて最高位20位の登場週数40回となり、売り上げ枚数は4.6万枚となった。本作の売り上げ枚数は安全地帯のシングル売上ランキングにおいて17位となった。

## カバー
- 森川美穂 - カバー・アルバム『another Face - tribute to Goro Matsui + Koji Tamaki -』（2019年）に収録。

## シングル収録曲
| 全編曲: 安全地帯、星勝。 |                                  |                   |                     |      |
| #                        | タイトル                         | 作詞              | 作曲                | 時間 |
| 1.                       | 「出逢い」                       | 松井五郎 玉置浩二 | 玉置浩二 安藤さと子 | 3:07 |
| 2.                       | 「野蛮人でいい」                 | 松井五郎          | 玉置浩二            | 3:08 |
| 3.                       | 「出逢い」(オリジナル・カラオケ) |                   | 玉置浩二            | 3:07 |
| 合計時間:                | 合計時間:                        | 合計時間:         | 合計時間:           | 9:22 |

## リリース履歴
| No. | 日付          | レーベル                       | 規格                   | 規格品番  | 最高順位 | 備考 |
| --- | ------------- | ------------------------------ | ---------------------- | --------- | -------- | ---- |
| 1   | 2002年7月10日 | Sony Music Records             | マキシシングル         | SRCL-5365 | 20位     |      |
| 2   | 2013年9月25日 | ソニー・ミュージックダイレクト | デジタル・ダウンロード | -         | -        |      |

## 収録アルバム
「出逢い」
- 『安全地帯IX』（2002年）
- 『GOLDEN☆BEST 玉置浩二 1993-2007』（2011年）
- 『ALL TIME BEST』（2017年）
- 『THE BEST ALBUM 40th ANNIVERSARY 〜あの頃へ〜』（2022年）

「野蛮人でいい」
- 『安全地帯IX』（2002年）